# High and Dry
"High and Dry" är en låt av det brittiska bandet Radiohead, utgiven 1995 på albumet The Bends. Den släpptes som dubbel A-sida tillsammans med låten "Planet Telex" i februari 1995.

## Låtlista

### CD1
1. "High and Dry" - 4:17
2. "Planet Telex" - 4:18
3. "Maquiladora" - 3:27
4. "Planet Telex (Hexidecimal Mix)" - 6:44

### CD2
1. "Planet Telex" - 4:18
2. "High and Dry" - 4:17
3. "Killer Cars" - 3:02
4. "Planet Telex (L.F.O. JD Mix)" - 4:40

### 12" vinyl
1. "Planet Telex (Hexidecimal Mix)" - 6:44
2. "Planet Telex (L.F.O. JD Mix)" - 4:40
3. "Planet Telex (Hexidecimal Dub)" - 7:32
4. "High and Dry" - 4:17

### USA-versionen
1. "Hig and Dry" - 4:16
2. "India Rubber" - 3:26
3. "Maquiladora" - 3:26
4. "How Can You Be Sure" - 4:21
5. "Just" (live at the forum) - 3:47

## Medverkande
- Thom Yorke - sång, akustisk gitarr, piano
- Colin Greenwood - elbas
- Jonny Greenwood - elgitarr
- Ed O'Brien - elgitarr
- Philip Selway - trummor